# Idaia (Mutter des Teukros)
Idaia (altgriechisch Ἰδαία Idaía) ist in der griechischen Mythologie eine Nymphe des in der Troas gelegenen Gebirges Ida. Sie zeugte Teukros, den Stammvater der trojanischen Könige, mit dem Flussgott Skamandros.